# 2000 في المغرب
فيما يلي قوائم الأحداث التي وقعت خلال عام 2000 في المغرب.

## الحكم
- الملك: محمد السادس
- رئيس الحكومة: عبد الرحمن اليوسفي
- وزيرالداخلية: أحمد الميداوي

## أفلام
من الأفلام التي صدرت هذه السنة في المغرب:
- علي - ربيعة و الآخرون من إخراج أحمد بولان.
- علي زاوا من إخراج نبيل عيوش.

## كتب
من الكتب التي صدرت هذه السنة في المغرب:
- تلك العتمة الباهرة من تأليف الطاهر بن جلون.

## الجوائز
- فاز الكاتب عبد القادر الشاوي بجائزة المغرب للأدب.[1]
- المغربية فتيحة نجار تدخل كتاب غينيس برسمها أصغر لوحة في العالم.[2]

## مواليد

### يناير
- 1 يناير – سهام بنشقرون كاتبة مغربية.
- 1 يناير – علي أنوزلا صحفي مغربي.

## وفيات

### يناير
- 1 يناير – المهدي المنبهي (مواليد 1870)
- 1 يناير – إبراهيم العلمي (مواليد 1930) مغني مغربي.

### أكتوبر
- 4 أكتوبر – راضي بن عبد السلام (مواليد 1929)